# Мост при Братислави
Мост при Братислави (слч. Most pri Bratislave) насељено је мјесто са административним статусом сеоске општине (слч. obec) у округу Сењец, у Братиславском крају, Словачка Република.

## Становништво
| Година:    | 1994. | 2004.   | 2014.    | 2024.    |
| ---------- | ----- | ------- | -------- | -------- |
| Број људи: | 1527  | 1594    | 2590     | 4533     |
| Разлика:   |       | +4,38 % | +62,48 % | +75,01 % |

| Година:    | 2023. | 2024.   |
| ---------- | ----- | ------- |
| Број људи: | 4425  | 4533    |
| Разлика:   |       | +2,44 % |

Према подацима о броју становника из 2011. године насеље је имало 2.256 становника.